# Tu sei il mio mastino
Tu sei il mio mastino (Fast Buck Duck) è un cortometraggio della serie Merrie Melodies uscito nel 1963, diretto da Robert McKimson e codiretto da Ted Bonnicksen e scritto da Tedd Pierce. C'è il protagonista Daffy Duck, che è alle prese con Ettore, perché non vuole essere disturbato.

## Distribuzione

### Edizione Italiana
Esistono due doppiaggi italiani del corto. Il primo risale al 1977, all'interno di "Silvestro e Gonzales: Matti e mattatori", con Franco Latini, nel ruolo di Daffy Duck a partire dagli anni sessanta. Nel 2003 è stato ridoppiato col nuovo titolo AAA : Cane cerca amico. Da allora è stato usato sempre il ridoppiaggio per la TV.